# 매미산
매미산은 대한민국 경기도 용인시 기흥구 하갈동에 위치한 해발 158.5m의 산으로, 선산(蟬山)이라 일컫기도 한다. 완만하고 수려한 산세(山勢) 덕에 용인시 주민뿐만 아니라 수원시의 주민들도 자주 찾는다. 매미산 주위에는 삼성전자 기흥공장이 있고, 경희대학교 국제캠퍼스가 인접해 있다. 산의 동쪽 아래쪽으로 넓고 시원한 기흥저수지(기흥호수)가 펼쳐져 있다. 매미산의 북쪽 방향으로는 청명산이 있다.

## 전해오는 이야기
매미산이란 이름은, 여름철에 우는 매미의 소리가 다른 산보다 더 크고, 정겹게 들린다고 주위 사람들이 '매미들의 산'이란 의미로 '매미산'이라 부르다가 이름이 되었다.

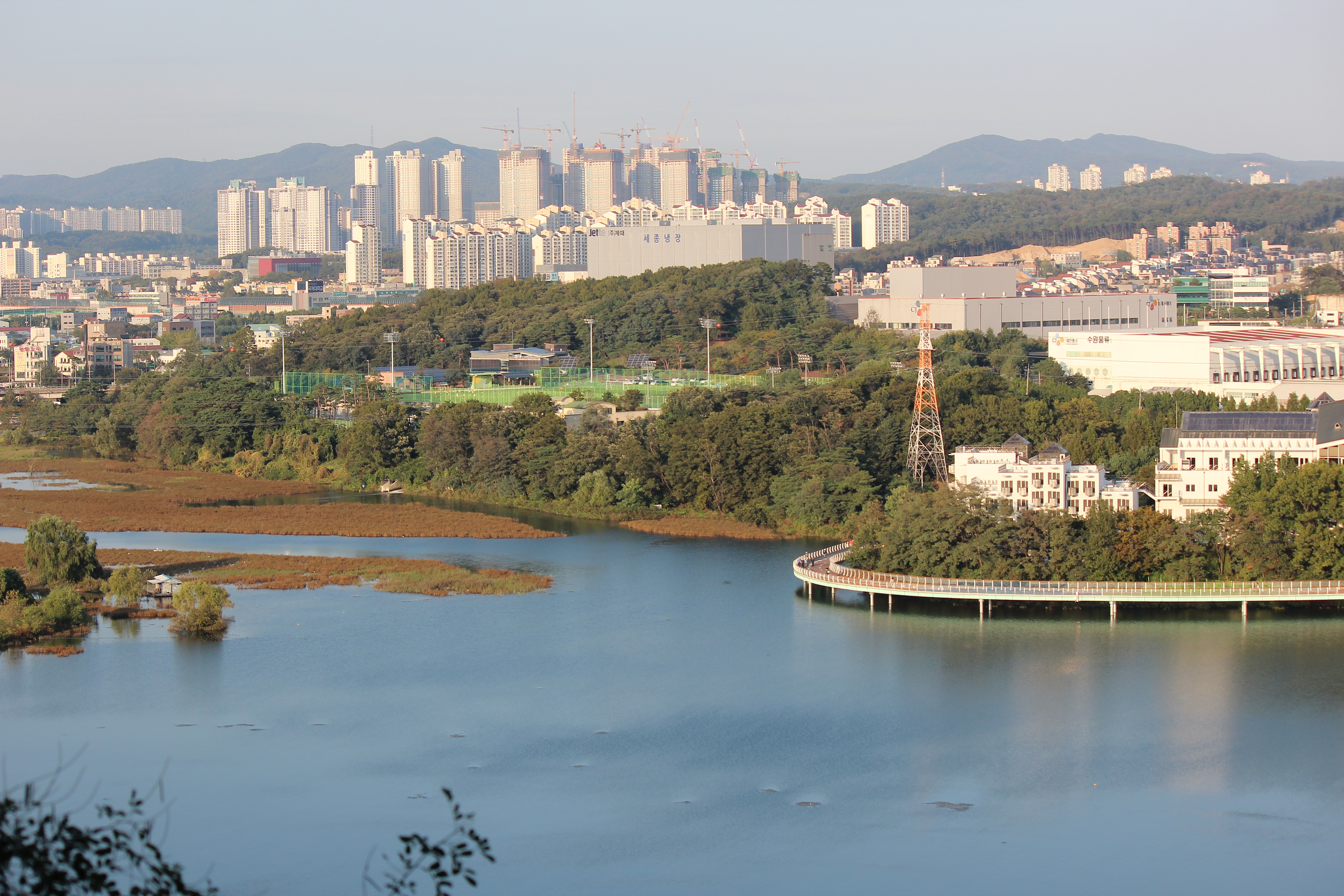
매미산 위에서 내려본 기흥저수지 전경

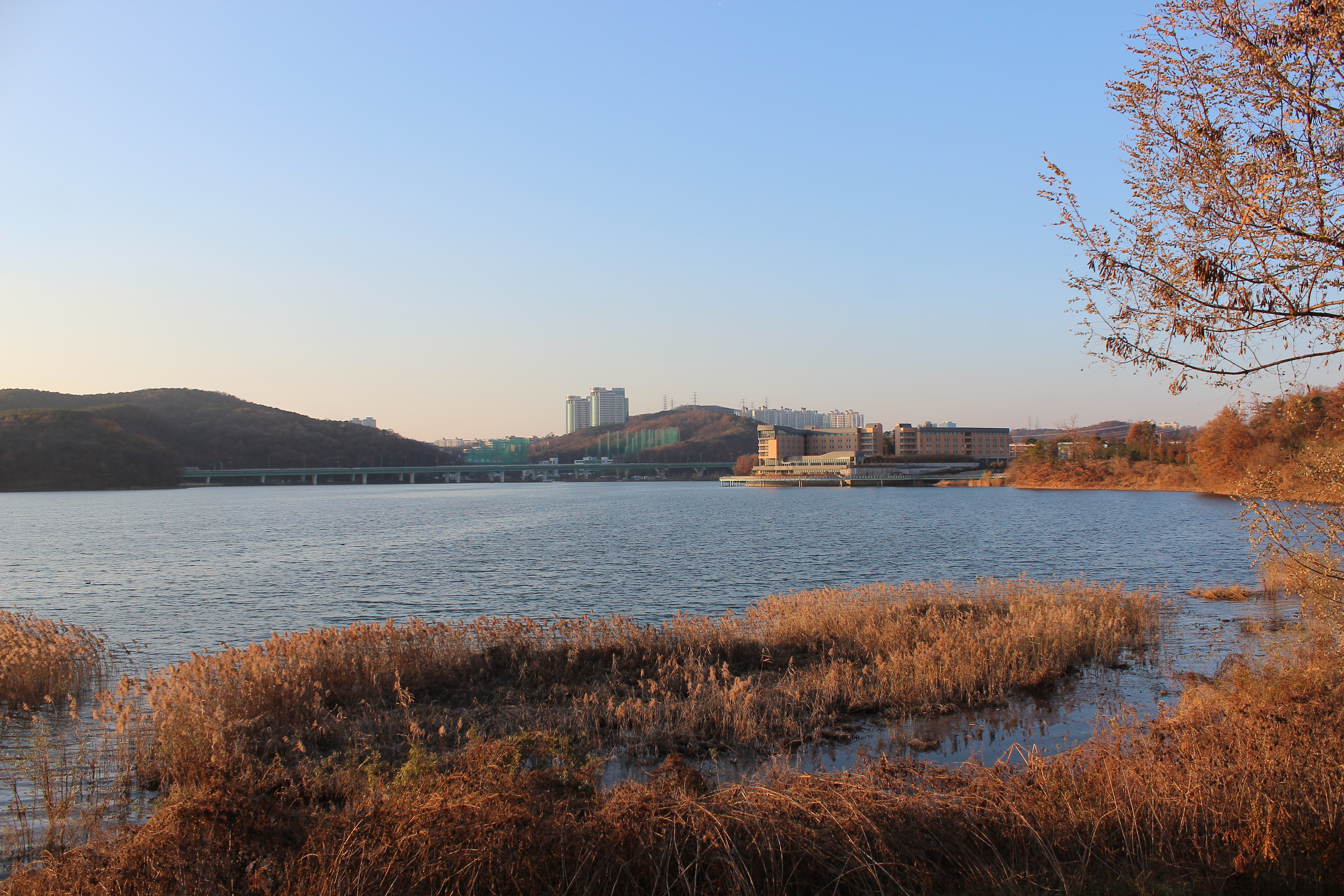
기흥저수지 하류쪽에서 바라본 곳은 왼쪽으로 매미산 우측으로 청명산

청명산에서 바라본 매미산과 기흥저수지

## 같이 보기
- 한국의 산
- 아람산 (용인시)
- 청명산 (수원/용인)
- 기흥저수지